# Andreas Waschburger
Andreas Waschburger, né le 6 janvier 1987 à Sarrebruck, est un nageur allemand.

## Carrière
Andreas Waschburger remporte aux Championnats d'Europe de nage en eau libre 2012 à Piombino deux médailles d'argent (sur 5 et 10 km) et une médaille de bronze en relais mixte.
Il est 8e du 10 kilomètres masculin aux Jeux olympiques d'été de 2012 à Londres. Il est ensuite médaillé de bronze du 10 km en eau libre à l'Universiade d'été de 2013 à Kazan et termine 2e de la Coupe du monde de marathon FINA de nage en eau libre 2016. Aux Championnats d'Europe de nage en eau libre 2016, il est médaillé d'argent en relais mixte.
En janvier 2023, il termine 1er au Championnat du Monde de nage en eau glacée à Samoëns avec le relais mixte allemand en nage libre 4 × 50 m et avec le relais allemand en nage libre 4 × 250 m (nouveau record mondial). Le 8 septembre 2023, il traverse la Manche de Douvres à Calais en 6 h 45 min 25 s, battant ainsi le record du monde vieux de onze ans sur cette distance de 32,31 km.